# Escut de Sant Hipòlit de Voltregà
L'escut oficial de Sant Hipòlit de Voltregà té el següent blasonament:
Escut caironat partit: al 1r. de la mitra de Vic (d'atzur, les claus de Sant Pere passades en sautor, amb les dents a dalt i mirant cap enfora, la d'or en banda sobre la d'argent creuada d'or i amb les ínfules també d'or); i al 2n, les armes dels Cabrera castlans de Voltregà (d'or, una cabra arrestada de sable). L'escut acoblat d'un bàcul de bisbe d'or posat en pal, i timbrat amb la corona de baró.

## Història
Va ser aprovat el 15 d'abril de 1982 i publicat al DOGC el 9 de juny del mateix any amb el número 230.
El castell del poble, del segle x, ha estat el centre de la baronia de Voltregà fins al segle xix; aquest castell va pertànyer a diverses famílies (Voltregà, Orís, Cabrera) fins al 1379, quan va passar als bisbes de Vic. L'escut recull elements al·lusius a la història de la localitat, com la mitra i les claus de Sant Pere (en referència als bisbes de Sant Pere de Vic), les armes parlants dels Cabrera (una cabra de sable sobre camper d'or), la corona de baró i el bàcul de bisbe.